# Rendsburg
Rendsburg (dolnoniem. Rensborg, duń. Rendsborg) – miasto powiatowe w północnych Niemczech, w kraju związkowym Szlezwik-Holsztyn, siedziba powiatu Rendsburg-Eckernförde. Port nad rzeką Eider i Kanałem Kilońskim, liczy ok. 28 tys. mieszkańców.
W mieście znajduje się stacja kolejowa.
W mieście rozwinął się przemysł maszynowy, metalowy, chemiczny, elektrotechniczny oraz materiałów budowlanych.

## Współpraca
- Aalborg, Dania
- Almere, Holandia
- Haapsalu. Estonia
- Kristianstad, Szwecja
- Lancaster, Wielka Brytania
- Piteå, Szwecja
- Rathenow, Brandenburgia
- powiat raciborski, Polska
- Skien, Norwegia
- Vierzon, Francja[2]